# Dichapetalum acuminatum
Dichapetalum acuminatum är en tvåhjärtbladig växtart som beskrevs av De Willd.. Dichapetalum acuminatum ingår i släktet Dichapetalum och familjen Dichapetalaceae. Inga underarter finns listade i Catalogue of Life.